# Снотворные средства
Снотворные средства (от лат. hypnotica; син. гипнотические средства, уст.) — группа психоактивных лекарственных средств, используемых для облегчения наступления сна и обеспечения его достаточной продолжительности, а также при проведении анестезии.
В настоящее время классификация АТС не выделяет такой отдельной фармакологической группы.

## История
Желание обеспечить хороший сон с давних пор приводило людей к попыткам использовать те или иные продукты и чистые вещества, как снотворное.
Ещё ассирийцы около 2000 г. до н. э. использовали препараты белладонны для улучшения сна. Египтяне применяли опиум уже в 1550 г. до н. э.
Очень давно замечено тормозящее действие этанола и спиртных напитков, после короткого периода возбуждения нервной системы приводящих к её торможению. Высокие дозы спиртных напитков индийский врачеватель Чарака применял уже за 1000 лет до н. э. в качестве средства для общей анестезии.
В Германии в XIX веке был изобретён ингаляционный наркоз смесью паров опиума, дурмана, гашиша, аконита, мандрагоры и других наркотических и токсических веществ.
Сегодня с этой целью применяют лекарственные препараты, относящиеся к различным фармакологическим группам (транквилизаторы, седативные средства, многие антигистаминные средства, оксибутират натрия, клофелин и др.). Многие лекарственные препараты (люминал, веронал, барбамил, нитразепам и др.) могут снижать уровень возбуждения нервной системы, обеспечивая в той или иной степени удовлетворительный сон.

## Применение
Современные требования к безопасным и эффективным препаратам на первый план выдвигают следующие свойства снотворных средств:
- формирование нормального физиологического сна;
- безопасность для разных групп людей, отсутствие нарушений памяти и других побочных эффектов;
- отсутствие привыкания, психологической зависимости.

Так как до сих пор не найдены «идеальные» препараты, продолжается применение некоторых «традиционных» снотворных, в том числе ряда барбитуратов (производные барбитуровой кислоты, соединения, образующиеся при конденсации замещенных эфиров малоновой кислоты и мочевины). Если при конденсации вместо мочевины взять тиомочевину, то получим тиобарбитураты. К наиболее известным барбитуратам относится фенобарбитал, затем амобарбитал и тиопентал, или пентотал (тиобарбитурат), применяемые внутривенно для анестезии.
Современные снотворные средства бензодиазепинового ряда (нитразепам и др.) имеют некоторые преимущества по сравнению с барбитуратами. Однако по характеру вызываемого сна и по побочным эффектам они не вполне отвечают физиологическим требованиям.
В последнее время из номенклатуры лекарственных средств исключены карбомал, барбамил, циклобарбитал, барбитал, барбитал-натрий, этаминал-натрий, перестали назначать в качестве снотворного средства хлоралгидрат и хлоробутанолгидрат.

## Побочное действие
Впервые особое внимание к побочным действиям снотворных вызвал талидомид (контерган), печально известный своим тератогенным (вызывающим уродства у новорожденных) действием. В начале 1970-х годов в Западной Европе у матерей, употребляющих это вещество в период беременности в качестве снотворного, рождались дети в основном с деформированными конечностями.

## Классификация
Препараты, обладающие снотворной активностью, классифицируют, исходя из принципа их действия и химического строения:
- Агонисты ГАМКА (бензодиазепиновых) рецепторов:
  - Бензодиазепины: Нитразепам, Лоразепам, Нозепам, Темазепам, Диазепам, Феназепам, Флурозепам;
  - Препараты разного химического строения: Золпидем, Зопиклон, Залеплон.
- Агонисты мелатониновых рецепторов: Рамелтеон, Тасимелтеон.
- Антагонисты орексиновых рецепторов: Суворексант, Лемборексант, даридорексант;
- Снотворные средства с наркотическим типом действия:
  - Гетероциклические соединения, барбитураты: Фенобарбитал, Этаминал натрия;
  - Алифатические соединения: хлоралгидрат;
- Отдельные препараты других групп:
  - Блокаторы H1 гистаминовых рецепторов, М-холиноблокаторы: Димедрол, Доксиламин;
  - Средства для наркоза: натрия оксибутират;
  - Препараты гормона эпифиза мелатонина.

Снотворные делятся на три класса:
1. Снотворные первого класса (поколения) представлены барбитуратами, антигистаминными препаратами и лекарственными средствами, содержащими бром (бромизовал, например). Барбитураты взаимодействуют с рецепторами барбитуратов, расположенными на хемозависимых ионных каналах для ионов хлора, причём нейромедиатором для этих каналов является ГАМК. Барбитураты взаимодействуют с указанными рецепторами, что приводит к увеличению чувствительности хемозависимых каналов к ГАМК и приводит к увеличению периода открытия ионных каналов для ионов хлора — нервная клетка поляризуется и теряет активность. Действие барбитуратов, однако, не селективно, и они вызывают не только седативно-снотворный эффект, но и миорелаксацию, противосудорожное действие и анксиолитическое на всём интервале доз. Барбитураты широко варьируют по продолжительности действия. Сон, вызываемый барбитуратами, отличается от естественного.
2. Антигистаминные средства блокируют гистаминовые рецепторы Н1. Гистамин — это один из ключевых нейромедиаторов бодрствования, и блокада гистаминовых рецепторов, соответственно, приводит к седативному эффекту. Также, многие антигистаминные средства обладают М-холинолитическими свойствами, за счет чего также оказывают снотворный эффект. Антигистаминные средства, также как и барбитураты, нарушают архитектуру сна.
3. Снотворные средства второго поколения представлены многочисленными производными бензодиазепина. Если барбитураты вызывают увеличение периода открытия хемозависимых каналов, то бензодиазепины увеличивают частоту открытия.

### Группы снотворных препаратов
- Бромиды
- Альдегиды
- Барбитураты (более 2500 производных). Циклобарбитал является один из активных компонентов препарата Реладорм (второй компонент — диазепам); Фенобарбитал входит в состав комбинированных седативных средств (Корвалол, Валокордин).
- Пиперидинодионы (глютетимид (ноксидон, дориден)
- Хиназолины (метаквалон и др.)
- Бензодиазепины — группа препаратов с выраженным снотворным компонентом в спектре действия. Хлордиазепоксид (либриум), бротизолам, мидазолам, триазолам, нитразепам, оксазепам, темазепам, флунитразепам, флуразепам, феназепам
- Этаноламины (Доксиламин). Антагонисты Н1-гистаминовых рецепторов, вызывает М-холиноблокирующий эффект.
- Циклопирролоны (Зопиклон)
- Имидазопиридины. Селективные блокаторы рецепторов ГАМК-комплекса (Золпидем)
- Пиразолопиримидины (Залеплон)

- Спирт (спиртные напитки) в некоторых странах иногда всё ещё рекомендуют использовать в качестве снотворного, однако его эффективность невелика.

### Современные препараты
Препараты рецепторного действия, разработанные в конце XX века, несколько различаются, в основном частотой и спектром побочных явлений, а также своей стоимостью. Чем выше селективность препарата, тем ближе его свойства к свойствам «идеального» снотворного, и тем менее выражены нежелательные побочные эффекты.
Из последних разработок отметим новые классы снотворных — производные циклопирролонов, например, зопиклон (имован), производные имидазопиридинов (золпидем), производные пиразолопиримидинов (залеплон).
- Бромизовал (Bromisovaliun)
- Геминейрин (Hemineurinum)
- Пиклодорм
- Золпидем
- Залеплон
- Метаквалон (Methaqualonum)
- Фенобарбитал (Phenobarbitalum)
- Флунитразепам (Flunitrazepam)
- Нитразепам (Eunoctinum, радедорм)

### Другие средства, регулирующие сон
- Электросон
- Внушение и самовнушение
- Магниевые препараты

## Практика назначения препаратов
Давно известны многочисленные недостатки самых старых, «классических» препаратов группы производных барбитуровой кислоты. Сон, вызываемый барбитуратами, по структуре существенно отличается от естественного. Главное — меняется соотношение фаз быстрого и медленного сна. Из-за этого у пациентов отмечаются прерывистый сон, обилие сновидений, иногда кошмары. После сна наблюдаются сонливость, разбитость, нистагм и другие побочные явления. При повторном применении барбитуратов возможно развитие психологической и даже физической зависимости, аналогично с наркотической «ломкой».
Эксперты Всемирной организации здравоохранения (ВОЗ) утверждают следующее:

Беспокойство является нормальной реакцией на стресс, и медикаментозную терапию следует начинать только в случаях чрезмерного беспокойства, которое делает невозможным нормальную жизнедеятельность. Длительный приём… неэффективен, его следует избегать… Кратковременное использование (менее двух недель) минимизирует риск развития лекарственной зависимости… Элементарное обсуждение причин, вызвавших бессонницу и беспокойство, а также информирование пациента о недостатках медикаментозной терапии часто позволяет помочь пациентам, не прибегая к назначению лекарственных препаратов.
— 
Назначение снотворных средств должно проводиться только специалистом, после того, как он определит причину бессонницы, выявит наличие противопоказаний к тем или иным лекарствам и сделает заключение об общем состоянии пациента.